# Eric Johnston
Eric Allen Johnston (Washington D. C., 21 de diciembre de 1896-ibídem, 22 de agosto de 1963) fue un empresario estadounidense, presidente de la Cámara de Comercio de Estados Unidos, activista del Partido Republicano, presidente de la Asociación Cinematográfica de Estados Unidos (MPAA), y administrador de proyectos especiales del gobierno de Estados Unidos y enviado para administraciones tanto demócratas como republicanas. Como presidente de la MPAA, abrevió el nombre de la organización, convocó la reunión a puerta cerrada de los ejecutivos de la industria cinematográfica en el hotel Waldorf Astoria de Nueva York que dio lugar a la Declaración Waldorf en 1947 y a la lista negra de Hollywood y liberó discretamente el código Hays. Fue presidente de la MPAA hasta su muerte en 1963.

## Primeros años
Anglicano, Johnston nació en Washington D. C. como "Eric Johnson". Su padre, un farmacéutico, trasladó a la familia a Marysville (Montana) cuando Johnston tenía un año de edad.  En 1905, la familia se trasladó a Spokane (Washington). Sus padres se divorciaron en 1911, y la madre decidió cambiar el apellido de su hijo a "Johnston."
Asistió a la Universidad de Washington, donde se unió a la fraternidad Theta Delta Chi y se graduó en 1917. Durante este tiempo, trabajó como estibador, columnista de periódicos deportivos, empleado de biblioteca y vendedor de calzado.
Cuando los Estados Unidos entraron en la Primera Guerra Mundial, Johnston se alistó en el Cuerpo de Marines de los Estados Unidos. Se le encomendó un subteniente, y se convirtió en un comandante de la Cuerpo de Entrenamiento de Oficiales de Reserva de la Universidad de Washington en 1918. Fue ascendido a capitán, luchó con la Fuerza Expedicionaria Estadounidense en Siberia durante la Revolución rusa, y fue nombrado agregado militar en Pekín. Johnston adquirió un poco de chino mandarín, viajó frecuentemente a Asia, y especuló con éxito en moneda china.
Mientras estuvo en Pekín, Johnston fue asaltado por una persona desconocida. Su cráneo se fracturó, lo que le llevó a infecciones de los senos y dolencias pulmonares y, por consiguiente, su baja del cuerpo en 1922 por razones médicas. Johnston regresó a Spokane por su clima seco, donde se casó con su novia de muchos años, Ina Hughes. Se convirtió en vendedor de aspiradoras y compró la Power Brown Co., el mayor negocio independiente de distribución de electrodomésticos del Pacífico Noroeste. En 1924, la recién renombrada Compañía Brown-Johnston compró la Doerr-Mitchell Electric Co., un fabricante de electrodomésticos, herrería y cristalería.
Johnston fue elegido presidente de la Cámara de Comercio de Spokane en 1931. Se convirtió en administrador fiduciario de la arruinada Washington Brick and Lime Co., la llevó a la quiebra, y se convirtió en su presidente. Johnston también se convirtió en presidente de la Wayne-Burnaby Company, una empresa contratista eléctrica regional.

## Cámara de Comercio
Como un hombre de negocios regional ascendente, Johnston se hizo activo en la Cámara de Comercio nacional. Fue nombrado miembro de su comité de impuestos en 1933, director en 1934, y vicepresidente en 1941. Johnston se convirtió en jefe de la Cámara de Comercio de los Estados Unidos después de una revuelta por parte de ejecutivos empresariales más jóvenes y moderados que presionaron a varios candidatos conservadores más antiguos. Se negó a enemistarse con la Federación Estadounidense del Trabajo o el Congreso de Organizaciones Industriales, y abogó por la cooperación laboral-administrativa. Johnston persuadió a las federaciones laborales a hacer una promesa de no huelga durante la Segunda Guerra Mundial.
En 1940, Johnston se presentó a las primarias republicanas para senador del estado de Washington, pero obtuvo un distante segundo lugar con solamente el 18% del voto.

Johnston sirvió en varias comisiones en tiempos de guerra para el presidente Franklin D. Roosevelt, incluyendo el Comité para el Desarrollo Económico, la Comisión de Mano de Obra de Guerra, y el Comité de Movilización y Reconversión de Guerra. En 1943, el presidente Roosevelt lo nombró presidente de la Comisión de Estados Unidos para el Desarrollo Interamericano. Viajó frecuentemente a América Latina, tranquilizando a los jefes de Estado de que Estados Unidos tenía la intención de protegerlos en caso de guerra.
El líder soviético Iósif Stalin invitó a Johnston a recorrer Rusia en 1944. Johnston estuvo de acuerdo, y Roosevelt nombró a Johnston emisario diplomático de los Estados Unidos. Johnston pasó casi un mes en la Unión Soviética y fue el primer diplomático estadounidense en recorrer las repúblicas de Asia Central de la Unión Soviética. Se reunió con Stalin durante tres horas en un momento en que el embajador Averell Harriman aún no había presentado sus credenciales al primer ministro.
Johnston se retiró como presidente de la Cámara de Comercio en 1945. Le concedieron la Medalla Presidencial al Mérito en 1947.

## Jefe del MPAA
Johnston fue nombrado presidente de la Asociación de Productores y Distribuidores Cinematográficos de Estados Unidos (MPPDAA), el predecesor de la MPAA, en 1946. Cambió inmediatamente el nombre de la organización a su título actual, la Asociación Cinematográfica de Estados Unidos.

### La lista negra
En septiembre de 1947, la industria cinematográfica fue objeto de fuertes críticas por parte del Comité de Actividades Antiestadounidenses por presuntamente permitir a conocidos simpatizantes comunistas incluir mensajes pro-comunistas en películas cinematográficas. Estimulado por miembros hostigadores de comunistas de la MPAA, así como un miedo a la censura del gobierno, Johnston acordó instituir una lista negra.
El 25 de noviembre de 1947, Johnston formó parte de una reunión a puerta cerrada junto con 47 ejecutivos de la empresa de cine en el hotel Waldorf Astoria de la ciudad de Nueva York que dio lugar a la "Declaración Waldorf". Johnston publicó un comunicado de prensa de dos páginas que marcó el comienzo de la lista negra de Hollywood.
Durante su mandato en la MPAA, Johnston liberó silenciosamente el código Hays. También participó en importantes iniciativas para asegurar una importante participación estadounidense en el mercado de películas en el extranjero y para reducir las restricciones a la proyección de películas estadounidenses en mercados extranjeros.

## Citas gubernamentales
En enero de 1951, Johnston fue nombrado administrador de la Agencia de Estabilización Económica por el presidente Harry S. Truman, en sustitución de Alan Valentine. Duró sólo unos meses en el trabajo.
El presidente Dwight D. Eisenhower nombró a Johnston "Representante Especial del Presidente de los Estados Unidos" para tratar el conflicto del agua entre Israel, Jordania y Siria en 1953. Trabajó para resolver los problemas de agua de Oriente Medio mediante la negociación del Plan Unificado para el Agua del Valle del Jordán.
Johnston viajó a la Unión Soviética y se reunió con el primer ministro Nikita Jrushchov en 1958. Al año siguiente, recibió a Jrushchov en Washington D. C. y California durante su visita de dieciocho días a los Estados Unidos.

## Muerte
Eric Johnston sirvió como presidente de la MPAA hasta su muerte en 1963. Sufrió un accidente cerebrovascular en Washington D. C. el 17 de junio. Fue hospitalizado en el Hospital Universitario George Washington, donde sufrió un segundo derrame cerebral el 4 de julio. Entró en coma el 5 de agosto y murió el 22 de agosto. Fue sucedido en la MPAA por Jack Valenti en 1966 después de una búsqueda de tres años.